# We're Here Because We're Here
We're Here Because We're Here es el noveno álbum de estudio de la banda británica de rock progresivo Anathema. El título del álbum mientras se estaba trabajando en él era Horizons. Fue mezclado por Steven Wilson de la banda Porcupine Tree. Tres de los temas del álbum han sido anteriormente exhibidos en su sitio web y MySpace: "Angels Walk Among Us", "Everything" y "A Simple Mistake".
En julio de 2009, Vincent Cavanagh informó vía Twitter y Facebook que el título del álbum había sido decidido, sin revelar dicho nombre.
Ville Valo de la banda HIM grabó las voces para la canción "Angels Walk Among Us".
El título del álbum es tomado de una canción del mismo nombre que fue cantada en la trinchera aliada de la Primera Guerra Mundial al tono de "Auld Lang Syne".

## Lista de canciones
| We're Here Because We're Here |                        |          |  |
| N.º                           | Título                 | Duración |  |
| 1.                            | «Thin Air»             | 5:59     |  |
| 2.                            | «Summernight Horizon»  | 4:12     |  |
| 3.                            | «Dreaming Light»       | 5:47     |  |
| 4.                            | «Everything»           | 5:05     |  |
| 5.                            | «Angels Walk Among Us» | 5:17     |  |
| 6.                            | «Presence»             | 2:58     |  |
| 7.                            | «A Simple Mistake»     | 8:14     |  |
| 8.                            | «Get Off, Get Out»     | 5:01     |  |
| 9.                            | «Universal»            | 7:19     |  |
| 10.                           | «Hindsight»            | 8:10     |  |
| 58:02                         |                        |          |  |